# Paradigmaverschuiving
Een paradigmaverschuiving (of revolutie in de wetenschap), is volgens Thomas Kuhn een ontwikkeling in de wetenschap die leidt tot een dramatisch ander beeld van de werkelijkheid. Vaak ontstaat bij zo'n ontwikkeling een grote tegenstelling tussen de voor- en tegenstanders van het nieuwe paradigma. Een doorbraak naar het nieuwe paradigma wordt doorgaans afgedwongen doordat bepaalde nieuwe wetenschappelijke inzichten steeds opnieuw en door steeds meer wetenschappers proefondervindelijk worden gestaafd. De nieuwe proefondervindelijke kennis kan niet langer vanuit het oude paradigma worden verklaard en lijkt daarmee niet zelden zelfs in volledige tegenspraak te zijn. Meestal blijkt pas achteraf, wanneer de aanhangers van het oude, niet langer voldoende wetenschappelijke wereldbeeld hun invloed en macht hebben verloren, dat er sprake was van een echte conceptuele revolutie. De Nederlandse natuurkundige Hendrik Kramers was eerder dan Kuhn al met soortgelijke ideeën gekomen.

## Natuurkunde
- Heelal en wereldbeeld: op grond van de theorie van Nicolaas Copernicus kwam Galileo Galilei, gesteund door eigen waarnemingen van de schijngestalten van Venus tot de conclusie dat de zon in het midden van het zonnestelsel staat. Hiermee werd het geocentrische wereldbeeld verworpen en begon de moderne astronomie. Opmerkelijk hierbij is dat Galilei hiervoor door de Katholieke Kerk tot levenslang huisarrest werd veroordeeld. De kerk bleef nog een paar eeuwen het ptolemeïsche wereldbeeld verdedigen.

- Meer dan één zonnestelsel: het onderzoek van William Herschel waarbij hij 90.000 sterren bestudeerde en tot de conclusie kwam dat de Zon onderdeel was van de Melkweg, leidde tot het besef dat elke ster een zon kan zijn en dat er dus meerdere planetenstelsels zijn. Eerder al was Giordano Bruno met dit denkbeeld gekomen.

- E = mc²: het experiment van Michelson en Morley, dat aantoonde dat de snelheid van het licht altijd constant is, wekte in 1887 veel verbazing. Het experiment leidde via de contractieformule van Hendrik Lorentz tot de relativiteitstheorie van Albert Einstein.

## Verder lezen
- Thomas Kuhn: De structuur van wetenschappelijke revoluties, Chicago, 1962.
- Stephen Toulmin: Human Understanding. The Collective Use and Evolution of Concepts. New Jersey, 1972.
- Paul Feyerabend: Erkenntnis für freie Menschen. Frankfurt am Main, 1979.
- Fritjof Capra: The Turning Point. Science, Society, and the Rising Culture. New York, 1982.